# Athletic Club de Madrid 1924-1925
Questa voce raccoglie le informazioni riguardanti l'Athletic Club de Madrid, antico nome del Club Atlético de Madrid, nelle competizioni ufficiali della stagione 1924-1925.

## Stagione
Nella stagione 1924-1925 i colchoneros, allenati dall'ex calciatore Ramón Olalquiaga, terminarono il campionato Regional de Madrid al primo posto, lasciandosi alle spalle il Real Madrid. In Coppa del Re l'Athletic Madrid fu invece eliminato in semifinale dal Barcellona. Dopo la vittoria dei catalani all'andata e quella dei madrileni al ritorno, fu necessario uno spareggio che si giocò a Saragozza. Vinsero i blaugrana per 2-1, con Vicente Palacios che sbagliò un calcio di rigore.

## Maglie e sponsor
| Manica sinistra · Manica sinistra · Maglietta · Maglietta · Manica destra · Manica destra · Pantaloncini · Calzettoni |

## Rosa

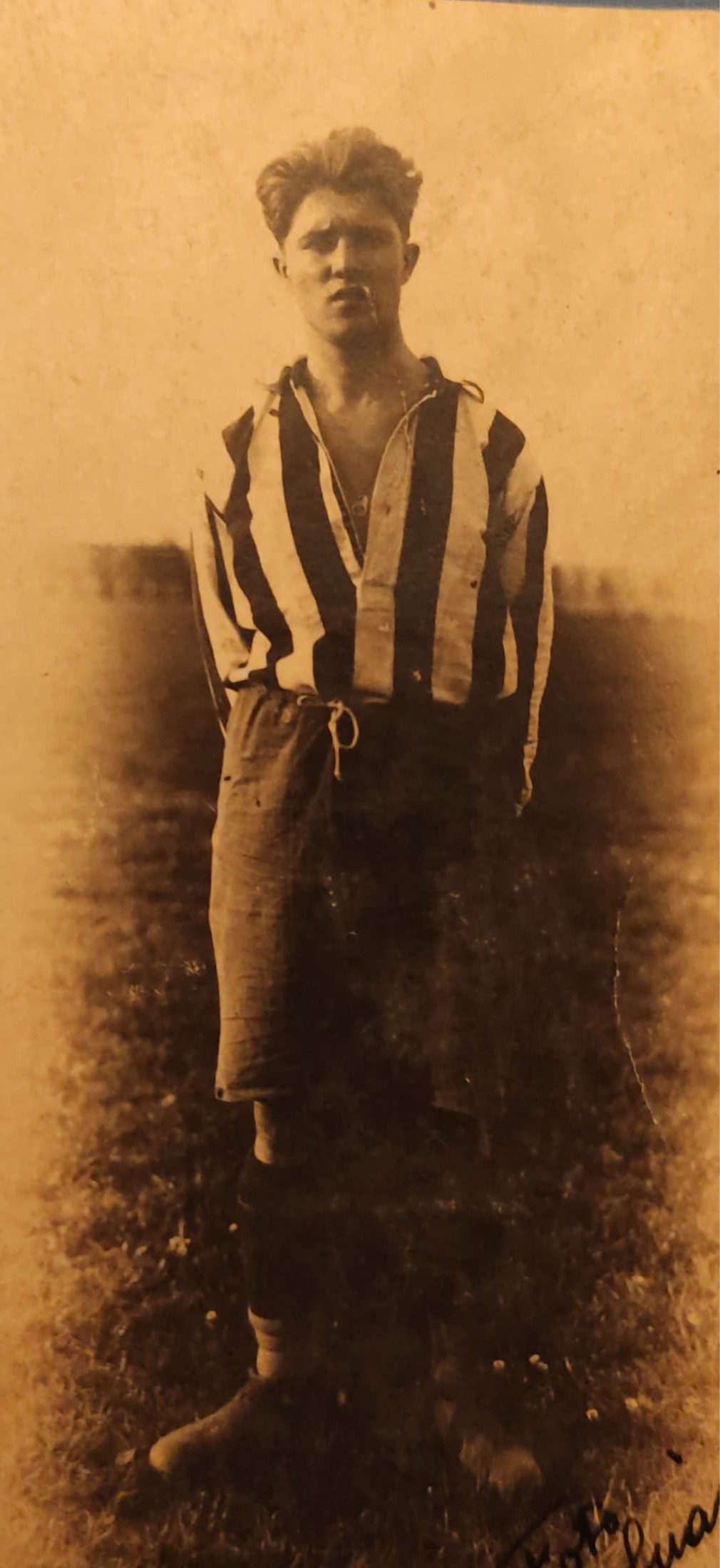
Vicente Palacios

| N. |                   | Ruolo | Calciatore               |
| -- | ----------------- | ----- | ------------------------ |
| -  | Spagna (bandiera) | P     | Javier Barroso           |
| -  | Spagna (bandiera) | D     | Pololo                   |
| -  | Spagna (bandiera) | D     | Alfonso Olaso Anabitarte |
| -  | Spagna (bandiera) | D     | José Flores San Vicente  |
| -  | Spagna (bandiera) | C     | Luis Aguirre             |
| -  | Spagna (bandiera) | C     | Juan Becerril            |
| -  | Spagna (bandiera) | C     | Domingo Burdiel          |
| -  | Spagna (bandiera) | C     | Joaquín Sanz-Bustillo    |
| -  | Spagna (bandiera) | C     | Joaquín Ortiz            |

| N. |                   | Ruolo | Calciatore             |
| -- | ----------------- | ----- | ---------------------- |
| -  | Spagna (bandiera) | C     | Desiderio Fajardo      |
| -  | Spagna (bandiera) | C     | Quico Marín            |
| -  | Spagna (bandiera) | C     | Andrés Tuduri          |
| -  | Spagna (bandiera) | C     | Ignacio Méndez Vigo    |
| -  | Spagna (bandiera) | A     | Antonio de Miguel      |
| -  | Spagna (bandiera) | A     | Vicente Palacios       |
| -  | Spagna (bandiera) | A     | Luis Olaso Anabitarte  |
| -  | Spagna (bandiera) | A     | Ramón Triana           |
| -  | Spagna (bandiera) | A     | Antonio de Satrústegui |

## Risultati

### Coppa del Re
| Arbitro: | Murguía |

|                        |           |          |
| Palacios 12’, 75’, 83’ | Marcatori | 56’ León |

| Arbitro: | Murguía |

|           |           |  |
| Brand 47’ | Marcatori |  |

| Arbitro: | Ezcurdia |

|                                                    |           |                      |
| Herminio 20’ (aut.) L. Olaso 43’ Pololo 55’ (rig.) | Marcatori | 64’ Spencer 79’ León |

| Arbitro: | Gacituaga |

|                                         |           |                         |
| Samitier 30’, 75’ Sagi Barba 62’ (rig.) | Marcatori | 31’ Palacios 58’ Tuduri |

| Arbitro: | Ezkurdia |

|                         |           |               |
| Pololo 49’ Palacios 62’ | Marcatori | 35’ Sagibarba |

| Arbitro: | Arróstegui |

|                          |           |              |
| Arnau 15’ Sagi Barba 43’ | Marcatori | 39’ Palacios |

### Campeonato Regional Centro
| Madrid 12 ottobre 1924 1ª giornata                   | Athlétic Madrid | 1 – 1 referto | Real Madrid | Metropolitano |
| \| \| \| \| \| Ortiz 40’ \| Marcatori \| Bernabéu \| |                 |               |             |               |
|                                                      |                 |               |             |               |
| Ortiz 40’                                            | Marcatori       | Bernabéu      |             |               |

| Madrid 26 ottobre 1925 2ª giornata                                                      | Athlétic Madrid | 3 – 2 referto        | Racing Madrid |  |
| \| \| \| \| \| Triana 15’ Burdiel 22’ Ortiz 66’ \| Marcatori \| Ortiz 49’ Valderrama \| |                 |                      |               |  |
|                                                                                         |                 |                      |               |  |
| Triana 15’ Burdiel 22’ Ortiz 66’                                                        | Marcatori       | Ortiz 49’ Valderrama |               |  |

| Madrid 2 novembre 1924 3ª giornata                             | Athlétic Madrid | 4 – 0 referto | Unión Sporting |  |
| \| \| \| \| \| de Miguel Ortiz 40’ Bustillo \| Marcatori \| \| |                 |               |                |  |
|                                                                |                 |               |                |  |
| de Miguel Ortiz 40’ Bustillo                                   | Marcatori       |               |                |  |

| Madrid 7 dicembre 1924 4ª giornata                                    | Gimnástica | 1 – 3 referto             | Athlétic Madrid |  |
| \| \| \| \| \| Abras 15’ \| Marcatori \| Triana Palacios 88’ Ortiz \| |            |                           |                 |  |
|                                                                       |            |                           |                 |  |
| Abras 15’                                                             | Marcatori  | Triana Palacios 88’ Ortiz |                 |  |

| Madrid 11 gennaio 1925 5ª giornata                                        | Racing Madrid | 1 – 6 referto            | Athlétic Madrid |  |
| \| \| \| \| \| R. Álvarez 10’ \| Marcatori \| Triana Palacios L. Olaso \| |               |                          |                 |  |
|                                                                           |               |                          |                 |  |
| R. Álvarez 10’                                                            | Marcatori     | Triana Palacios L. Olaso |                 |  |

| Madrid 18 gennaio 1925 6ª giornata | Unión Sporting | 0 – 0 referto | Athlétic Madrid |  |

| Madrid 22 febbraio 1925 7ª giornata                    | Athlétic Madrid | 3 – 1 referto | Gimnástica |  |
| \| \| \| \| \| Ortiz Palacios \| Marcatori \| Abras \| |                 |               |            |  |
|                                                        |                 |               |            |  |
| Ortiz Palacios                                         | Marcatori       | Abras         |            |  |

| Arbitro: | Fermín Sánchez |

|          |           |              |
| Bernabéu | Marcatori | 40’ Palacios |

## Statistiche

### Statistiche di squadra
| Competizione         | Punti | Totale | Totale | Totale | Totale | Totale | Totale | DR |
| Competizione         | Punti | G      | V      | N      | P      | Gf     | Gs     | DR |
| -------------------- | ----- | ------ | ------ | ------ | ------ | ------ | ------ | -- |
| Coppa del Re         | 2     | 6      | 3      | 0      | 3      | 11     | 10     | +1 |
| Campionato Regionale | 13    | 8      | 5      | 3      | 0      | 11     | 6      | +5 |
| Totale               | 15    | 14     | 8      | 3      | 3      | 22     | 16     | +6 |